# Shinasha (langue)
Le shinasha (ou borna, autonyme, boró, un terme qui s'applique aussi bien à la langue qu'au peuple) est une langue afro-asiatique de la branche des langues omotiques parlée en Éthiopie.

## Localisation géographique
Le shinasha est parlé dans l'État régional éthiopien de Benishangul-Gumuz.

## Classification
Le shinasha est classé parmi les langues couchitiques occidentales, un sous-groupe aussi appelé omotique. Les langues omotiques sont considérées par certains linguistes comme étant une branche des langues afro-asiatiques et non comme appartenant au couchitique.
La langue est classée par Bender (1988) dans le sous-groupe des langues gonga, aussi appelées langues kafa ou kefoïdes.

## Phonologie
Les tableaux présentent les phonèmes du shinasha : les consonnes et les voyelles.

### Voyelles
|         | Antérieure    | Centrale      | Postérieure   |
| ------- | ------------- | ------------- | ------------- |
| Fermée  | i [i] iː [iː] |               | u [u] uː [uː] |
| Moyenne | e [e] eː [eː] |               | o [o] oː [oː] |
| Ouverte |               | a [a] aː [aː] |               |

Les voyelles [e] et [o] peuvent être réalisées [ɛ] et [ɔ].

### Consonnes
|              |              | Bilabiales | Alvéol.       | Dorsales | Dorsales | Glottales |
| ------------ | ------------ | ---------- | ------------- | -------- | -------- | --------- |
| Palatales    | Vélaires     | Bilabiales | Alvéol.       |          |          | Glottales |
| Occlusives   | Sourdes      | p [p]      | t [t]         |          | k [k]    |           |
| Occlusives   | Sonores      | b [b]      | d [d]         |          | g [g]    |           |
| Occlusives   | Éjectives    | p’ [p’]    | t’ [t’]       |          | k’ [k’]  | ʔ [ʔ]     |
| Fricatives   | Sourdes      | f [f]      | s [s]         | š [ʃ]    |          | h [h]     |
| Fricatives   | Sonores      |            | z [z]         |          |          |           |
| Affriquée    | Sourdes      |            | ts [t͡s]       | č [t͡ʃ]   |          |           |
| Affriquée    | Sonores      |            |               | dʒ [d͡ʒ]  |          |           |
| Affriquée    | Éjectives    |            | ts’ [t͡s’]     | č’ [t͡ʃ’] |          |           |
| Nasales      | Nasales      | m [m]      | n [n]         |          |          |           |
| liquides     | liquides     |            | l [l]         |          |          |           |
| roulées      | roulées      |            | r [r] rh [rʰ] |          |          |           |
| Semi-voyelle | Semi-voyelle | w [w]      |               | y [j]    |          |           |

### Une langue tonale
Le shinasha possède trois tons, un ton bas, non marqué, un ton moyen, marqué [ā] et un ton haut marqué [á]. Cependant, pour Rottland, le statut de phonème du ton moyen n'est pas certain. Il pourrait n'être qu'un ton de passage dans des trisyllabes, par exemple, ts’alāní, ce porc-épic, ou  k’órāni, cet aigle.